# Juan José Lucas Giménez
Juan José Lucas Giménez (El Burgo de Osma, Castella i Lleó, 10 de maig de 1944) és un polític espanyol, que fou ministre de la Presidència en el segon govern de José María Aznar, president de la Junta de Castella i Lleó i President del Senat entre 2002 i 2004.

## Biografia
Va néixer el 10 de maig de 1944 a la ciutat de El Burgo de Osma, població situada a la província de Sòria. Va estudiar dret a la Universitat Complutense de Madrid, on exercí de professor entre 1968 i 1969 i posteriorment també fou professor de la UNED en el seu centre de la ciutat de Sòria.
Tècnic de l'Institut Nacional de Treball (INEM) l'any 1980, posteriorment fou nomenat Secretari, Director Provincial i Director General adjunt d'aquest organisme fins al 1982. Actualment és membre de la Fundació FAES.

## Activitat política
Regidor de l'ajuntament de Sòria entre 1985 i 1986, fou així mateix president de la diputació provincial. Membre d'Aliança Popular, i posteriorment de la seva nova marca Partit Popular, en les eleccions generals de 1986 fou escollit diputat al Congrés en representació de la província de Sòria, renunciant al seu escó al setembre de 1987 per esdevenir Conseller de la Presidència al govern de Castella i Lleó sota la presidència de José María Aznar.
En les eleccions generals de 1989 novament fou esocllit diputat al Congrés, renunciant novament al juny de 1991 per esdevenir procurador a les Corts de Castella i Lleó, sent escollit el 10 de juliol d'aquell any President de Castella i Lleó.
En la formació del segon govern de José María Aznar fou nomenat Ministre de la Presidència, càrrec que mantingué entre 28 de febrer de 2001 i 10 de juliol de 2002. Amb el seu cessament com a ministre fou nomenat senador al Senat en representació de la seva comunitat autònoma, càrrec que ha mantingut fins a l'actualitat i que li permeté ser nomenat President del Senat entre 2002 i 2004.